# قصر البجيدي
قصر البجيدي هو قصر أثري كبير يقع في محافظة تيماء شمال المملكة العربية السعودية. يعود تاريخ بناء القصر إلى العصر العباسي، إلا أنه تم اكتشافه في عام 1412 هـ. يُعتبر القصر أول قصر إسلامي يكشف عنه في تيماء يعود للعصر العباسي.

## الموقع
يقع قصر البجيدي على تل كبير يقع وسط مزارع تيماء الغربية.

## البناء والتصميم
القصر مربع الشكل وفي كل ركن من أركانه الأربعة برج للحماية والدفاع والمراقبة. تدخل الحجارة المحلية في صناعة لبنة القصر وأساساته. كما أن له سور خارجي يتكون من وحدات سكنية. يشير القصر إلى انتشار المدافن المختلفة الأشكال في جنوب تيماء حيث أنه يحتوي على بعضها في غرفة بداخله. يظهر جدار ضخم يحيط بمبانٍ وتقسيمات داخلية للقصر.

## آثار القصر
بعد التنقيب بالقصر ومن خلال تحليل مواده المستخرجة من الحفرية اتضح أن تاريخه يعود إلى العصر العباسي. ويحتوي القصر أيضاً على مسلة تيماء، وهي عبارة عن صخرة تمت الكتابة عليها عن طريق النحت، وتحوي معلومات تاريخية مهمة عن تيماء، وتم نقل هذه المسلة عام 1884م إلى متحف «اللوفر» في باريس.
كما عثر على مجموعة من النصوص الإسلامية المبكرة وُضعت في عبارات منقوشة داخل القصر. والتي من خلالها تم تقدير زمن كتابتها بناءً على نوع الخط المكتوب. أغلب النقوش كانت قد كتبت بالخط الكوفي. وعُثر عليها تتضمن عبارات دعائية أو تذكارية. ومنها ما يلي:
- اللهم اغفر لمزاحم ولوالديه: يعود تاريخ هذا النقش إلى القرن الأول الهجري بناءً على نوع الخط
- بسم الله الرحمن الرحيم اللهم أغفر لموسى بن راشد: يعود تأريخ هذا النقش إلى القرن الثالث الهجري بناءً على نوع الخط
- نبيه بُنيه رحمه الله ورحم والديه والمسلمين

## انظر ايضاً
- تيماء.
- رجوم صعصع.
- قصر أبو جفان.
- قصر إمارة نجران.
- قصر محمد بن عبد الوهاب الفيحاني.
- قلعة تاروت.
- قصر العسكر.
- قصر العنقري.

## وصلات خارجية
- مدينة تيماء التاريخية.. جهود لإحياء التراث المطمور.